# Brabham BT54
Per la stagione 1985, la Brabham, realizzò una vettura, naturale evoluzione degli ultimi due modelli, la BT52 (1983) e la BT53 (1984).
La scuderia adottò pneumatici Pirelli e mantenne il motore BMW M12/13 1.5 L4 turbo.
Grazie al potente propulsore tedesco Piquet ottenne buoni risultati, con una pole position in Olanda e la vittoria al GP di Francia, ma la squadra rimase comunque esclusa dalla lotta per il titolo, questione che coinvolgeva solamente la McLaren e la Ferrari.
La BT54 fu utilizzata anche nel Gran Premio di Gran Bretagna 1986 da Riccardo Patrese, con la speranza di ottenere risultati migliori rispetto al deludente modello BT55.